# Ворожбянская волость (Сумский уезд)
Ворожбянская волость — административно-территориальная единица Сумского уезда Харьковской губернии в составе Российской империи. Административный центр — слобода Ворожба.
В состав волости входило 1242 дворов в 17-и поселениях 5-и сельских общин:
- слобода Ворожба;
- хутор Бибаков;
- хутор Корниенков;
- хутор Череватенков;
- хутор Логвинов;
- хутор Малоштанов;
- хутор Куликов;
- хутор Воронин;
- хутор Кислый;
- хутор Ващенков;
- хутор Мартыненков;
- хутор Терещенков Первый;
- хутор Бакумов;
- хутор Садовников;
- хутор Моргунов;
- хутор Сайков;
- хутор Сеталов;
- хутор Скоробагатьков;
- хутор Руденков;
- хутор Терещенков Второй.

Всего в волости проживало 3142 человек мужского пола и 3365 — женского. Крупнейшие поселения волости по состоянию на 1914 год:
- слобода Ворожба — 4301 житель;
- село Климовка — 2724 жители.

Старшиной волости являлся Евфимий Илларионович Анищенко, волостным писарем был Дмитрий Аврамович Боровик, председателем волостного суда — Федот Евдокимович Сынах.